# 161P/Hartley-IRAS
161P/Hartley-IRAS è una cometa periodica appartenente alla famiglia delle comete halleidi. La cometa è stata scoperta l'11 novembre 1983 dall'astronomo britannico Malcolm Hartley e dal telescopio spaziale IRAS; la sua riscoperta il 6 novembre 2004 ha permesso di numerarla.
Unica particolarità di questa cometa è la piccola MOID col pianeta Giove, tale che i due corpi celesti sono passati il 29 agosto 1921 a sole 0,376 U.A. di distanza; futuri incontri di tale genere potranno modificare anche notevolmente l'orbita attuale della cometa.